# 1894 no desporto

## Eventos

### Automobilismo
- 22 de julho - Ocorre a primeira corrida de automóveis do mundo, na França, entre Paris e Ruão. O regulamento não permitia que os carros ultrapassassem a média de 12,5 km/h.[1]

### Futebol
- 1 de julho - É criado o Clube de Regatas Botafogo que mais tarde, mais precisamente em 1942 se fundiu ao Botafogo Football Club originando o Botafogo de Futebol e Regatas, sendo já desde 1894 um dos principais clubes de tradição do Brasil.

### Xadrez
- 26 de maio - Emanuel Lasker vence o atual campeão Wilhelm Steinitz na quinta edição do Campeonato Mundial de Xadrez e consagra-se campeão mundial.

## Nascimentos
| Data          | Nome          | Profissão            | Nacionalidade | Observações | Ref   |
| ------------- | ------------- | -------------------- | ------------- | ----------- | ----- |
| 9 de julho    | Andreas Krogh | patinador artístico  | Noruega       | m. 1964     | [ 2 ] |
| 14 de julho   | Magda Julin   | patinadora artística | Suécia        | m. 1990     | [ 3 ] |
| 25 de agosto  | Alfred Berger | patinador artístico  | Áustria       | m. 1966     | [ 4 ] |
| 28 de outubro | Ludwig Wrede  | patinador artístico  | Áustria       | m. 1965     | [ 5 ] |

## Mortes
| Data | Nome | Profissão | Nacionalidade | Observações | Ref |
| ---- | ---- | --------- | ------------- | ----------- | --- |